# Fulton megye (Arkansas)
Fulton megye az Amerikai Egyesült Államokban, azon belül Arkansas államban található. Megyeszékhelye Salem. Lakosainak száma 12 075 fő (2020. április 1.). Fulton megye Howell, Izard, Ozark, Oregon, Sharp és Baxter megyékkel határos.

## Népesség
A megye népességének változása:
| Lakosok száma | 12 215 | 12 301 | 12 278 | 12 304 | 12 204 | 12 075 |
|               | 2010   | 2011   | 2012   | 2013   | 2015   | 2020   |